# Not with My Wife, You Don't!
Not With My Wife You Don’t! é um filme estadunidense de 1966, do gênero comédia romântica, dirigido por Norman Panama, roteirizado pelo diretor, Larry Gelbart, Peter Barnes e Melvlin Frank, com música de John Williams.

## Sinopse
Londres, ex-combatente da guerra da Coreia, torna-se violentamente ciumento quando um velho rival reaparece e fica de olho em sua esposa.

## Elenco
- Tony Curtis....... Tom Ferris
- Virna Lisi....... Julie Ferris
- George C. Scott.......  "Tank" Martin
- Carroll O'Connor....... General Parker
- Richard Eastham....... General Walters